# Adriana Paniagua
Adriana María Paniagua Cabrera (Miami, Florida, Estados Unidos, 24 de noviembre de 1995) Es una modelo, licenciada en gerencia y finanzas y reina de belleza internacional nicaragüense, en 2011 fue la primera Miss Teen de Nicaragua, Ganadora de Miss Teen International, en el 2013 se convirtió en Miss World Nicaragua, en el 2018 regresó al mundo de los certámenes representando al departamento de Chinandega por la corona de Miss Nicaragua 2018; y luego de ganar el título nacional representó a Nicaragua en Miss Universo 2018.

## Biografía
Adriana Paniagua nació en Miami, el estado de Florida, Estados Unidos, el 24 de noviembre de 1995, pero desde los cuatro años reside junto a su familia en Nicaragua, Ella es la menor de cuatro hermanas, tanto ellas como sus padres son de nacionalidad nicaragüense. Estudió la primaria y secundaria en el Centro Educacional Mantica Berio, un colegio católico y privado en Chinandega. Años más tarde se mudó a Italia, donde aprendió un tercer idioma, luego se mudó a los Estados Unidos para aprender inglés y posterior regresa a Nicaragua donde obtuvo una licenciatura en Gerencia y Finanzas en la universidad americana UAM, es trilingüe ya que domina el idioma inglés, el italiano y su idioma materno, el español. Paniagua es fundadora de la organización benéfica Golondrinas de Cristo, que tiene por objetivo ayudar a familias de escasos recursos en su país. Además es embajadora de una de las mayores organizaciones benéficas de Nicaragua, «Operación Sonrisa», que opera gratuitamente a niños recién nacidos con labio leporino.

## Trayectoria

### Miss Teen Nicaragua 2011
En el año 2011 representó a Chinandega en la primera edición del certamen de belleza «Teen», Miss Teen Nicaragua 2011, en donde logró coronarse como la primera reina Teen Nicaragüense.

### Miss Teen International 2011
Tras coronarse como Miss Teen Nicaragua 2011, Paniagua viajó a Costa Rica, donde compitió por la corona y el título de Miss Teen International, La nicaragüense se alzó con la corona internacional y actualmente es la única reina de ese país en lograr tal hazaña.

### Miss Mundo Nicaragua 2013
En el año 2013 Adriana Paniagua se presentó a un casting para elegir a la representante de Nicaragua para Miss Mundo 2013, en el casting se presentaron varias chicas de diferentes partes del país, pero la electa por un jurado calificador fue Adriana Paniagua.
El casting se realizó un par de meses antes del concurso mundial por lo que Paniagua, dos meses después de su coronación decidió renunciar a su título como Miss Mundo Nicaragua alegando que no se sentía totalmente preparada para dicho certamen internacional, en su lugar la capitalina Lauren Lawson asumió la responsabilidad de ser Nicaragua en Miss Mundo 2013.

### Miss Nicaragua 2018
El 24 de marzo de 2018, compitió con 12 delegadas de diferentes departamentos del país. Paniagua representó a Chinandega en la 36.ª edición de Miss Nicaragua, además de ser coronada como la representante de la belleza nicaragüense, logró ganar 7 de 9 premiaciones especiales en la noche final, el 28 de noviembre partió rumbo a Tailandia para competir con 94 delegadas de distintos países del mundo en Miss Universo 2018.

### Miss Universo 2018
Fue la 67.ª edición de Miss Universo correspondiente al año 2018; se realizó el 17 de diciembre en Bangkok, Tailandia (16 de diciembre en América). 94 candidatas de diferentes países y territorios autónomos compitieron por el título.
Adriana Paniagua representó a Nicaragua en el certamen internacional Miss Universo 2018, donde la sudafricana Demi-LeighNel-Peters entregó el título y corona a la filipina-australiana Catriona Gray.
Paniagua arribó en Bangkok (sede del evento) desde el 28 de noviembre de 2018; En tierras Tailandesas grabó diferentes videos promocionales, participó en sesiones fotográficas y en el desfile de moda «Thai Show», en la noche preliminar desfiló con un Traje de Baño oficial que proporciona la Organización Miss Universo a todas las delegadas, en esta edición fueron creados por una reconocida diseñadora tailandesa y en el desfile en Traje de Gala modeló un exclusivo vestido de noche del diseñador de origen filipino Benj Leguiab; a pesar de ser favorita en diferentes portales no logró clasificación alguna.